# Átta
Átta (Acht)  is het achtste studioalbum van de IJslandse postrockband Sigur Rós, uitgebracht via Von Dur en BMG Rights Management op 16 juni 2023. Het is hun eerste studioalbum in 10 jaar, na Kveikur (2013), en het is hun eerste sinds Valtari uit 2012 met toetsenist Kjartan Sveinsson, die in 2022 weer bij de band kwam. De zeven minuten durende eerste single "Blóðberg" werd uitgebracht op 12 juni 2023 samen met de videoclip, geregisseerd door Johan Renck. De release van fysieke edities van het album is gepland op 1 september 2023.  De band gaat vanaf juni 2023 op tournee met een 41-koppig orkest. 

## Achtergrondinfo en opname
De band kondigde in februari 2022 aan dat ze aan hun achtste studioalbum werkten nadat toetsenist Kjartan Sveinsson weer bij de band kwam.  Jónsi legde uit dat toen Sveinsson weer bij de band kwam, Sveinsson hem kwam bezoeken in Los Angeles, waar ze samen jamden en schreven in Jónsi's kelder. Nadat hij was vertrokken, brak de COVID-19-pandemie uit en het duurde twee jaar voordat Sveinsson Jónsi weer ontmoette in Los Angeles, waarna Georg Hólm zich bij hen voegde "en het werd meer een album". Alle drie reisden ze vervolgens naar de Abbey Road Studios in Londen, waar ze opnamen maakten met het London Contemporary Orchestra onder leiding van dirigent Robert Ames .  De band nam ook op in hun studio in Sundlaugin in IJsland en in meerdere studio's in de VS. 
Jónsi zei dat de bedoeling van de band met de muziek was "om minimale drums te hebben en dat de muziek erg schaars, zweverig en mooi zou zijn". Ze produceerden het album samen met Paul Corley .  Het album werd ook geïnspireerd door een "verlangen naar een gevoel van eenheid wanneer het overweldigd wordt door de tumultueuze omstandigheden", waarbij Hólm verklaarde dat het album "voelt als een balsemende en verenigende band", en noemde het "meer introvert dan voorheen. Het is erg expansief met dit geluid van strijkers, maar het lijkt meer van binnen dan van buiten ". 

## Recensies
Robin Murray van Clash verklaarde dat Átta "verder gaat waar [Sigur Rós] was gebleven en werken van buitengewone schoonheid produceerde - traag van tempo, maar toch rijk aan gevoel; behendig experimenteel maar ook gedurfd melodieus" en dat het "iets van een oase van rust" met sporen "die zich kunnen uitstrekken en terugtrekken". Murray noemde het laatste nummer, "8", "opmerkelijk" met zijn "gevoel van subtiele durf die zowel het album als geheel als de band zelf belichaamt".  Andrew Trendell van NME noemde het "een welkome comeback" en "helemaal in strijd met de gewelddadige, industriële en anticommerciële voorganger Kveikur uit 2013". Hij concludeerde dat het "in ieder geval het beste album van de band is sinds de monolithische Takk van 2005 hen tot een begrip maakte, en hoogstens een plaat die Sigur Rós veel meer reden van bestaan geeft door wat pure en natuurlijke ziel toe te voegen aan deze koude en gevoelloze wereld" . 
John Murphy ' MusicOMH vond dat Átta "magnifiek eb en vloed" en "nog steeds heel erg klinkt als een Sigur Rós-album". Hij merkte ook op dat "de afwezigheid van Dýrasons drums merkbaar is" en dat het uiteindelijk "een album is dat erom vraagt om in zijn geheel beluisterd te worden".  Devon Chodzin van Paste was het ermee eens dat het album "continu achter elkaar luisteren vereist". Hij voegde eraan toe, "hoewel de muziek, zoals je zou verwachten, mooi is, zijn er hints van kwelling en verlatenheid die moeilijk te negeren zijn" en ontdekte dat de aanwezigheid van een orkest "hun geluid helpt om nog massiever te worden". 

## Tracklijst
Alle muziek en teksten zijn geschreven door Jón Birgisson, Georg Hólm, and Kjartan Sveinsson. 
| 1.                 | Glóð     | 3:39 |
| 2.                 | Blóðberg | 7:16 |
| 3.                 | Skel     | 4:58 |
| 4.                 | Klettur  | 6:31 |
| 5.                 | Mór      | 5:47 |
| 6.                 | Andrá    | 4:07 |
| 7.                 | Gold     | 5:13 |
| 8.                 | Ylur     | 5:55 |
| 9.                 | Fall     | 3:27 |
| 10.                | 8        | 9:41 |
| Totale duur: 56:34 |          |      |

## Meewerkende artiesten
Sigur ros
- Jón Birgisson - zang, strijkersarrangement, productie, techniek (alle nummers); synthesizer (nummers 1, 4–7, 10)
- Georg Hólm - basgitaar, strijkersarrangement, productie, engineering (alle nummers); synthesizer (1)
- Kjartan Sveinsson - piano, strijkersarrangement, productie, engineering (alle nummers); synthesizer (1, 3–5, 10), klavecimbel (6); draailier, vibrafoon (7)

Bijkomende muzikanten
- London Contemporary Orchestra  - orkest (1–8, 10)
- Robert Ames - orkestdirigent (1–8, 10)
- Ólafur Ólafsson – percussie (1, 7, 9, 10)
- Ingi Erlendsson – trombone, tuba (4, 10)
- Helgi Jónsson – trombone (4, 10)
- Eirikur Ólafsson – trompet (4, 10)
- Snorri Sigurðarson – trompet (4, 10)
- María Sigfúsdóttir – viool (4, 10)

- Paul Corley - productie, techniek
- Ted Jensen - mastering
- Birgir Jón Birgisson - techniek
- Chris Bolster - techniek
- Farrokh Shroff - techniek
- Freddie Light - techniek
- Ivan Handwerk - techniek
- Nate Haessly - techniek
- PJ Munley - techniek
- Zack Zajdel - techniek